# Приклонский, Иван Васильевич
Иван Васильевич Приклонский (по прозвищу отца Богданович) — русский государственный деятель, стольник и воевода, брат полкового воеводы Михаила Васильевича Приклонского. Представитель дворянского рода Приклонских.

## Биография
В 1649-1652 годах Иван Приклонский, будучи стряпчим, находился лиц, назначенных следовать за царем Алексеем Михайловичем во время его «походов» на богомолье. С 1657 года он систематически был в царских походах «ухабничим» («стоял на ухабах») и во время одного из таких походов, на пути, был пожалован царем из стряпчих в стольники (24 апреля 1660 года).
5 сентября 1679 года царь Фёдор Алексеевич велел внести имя стольника Ивана Приклонского в списки назначенных следовать за государем. В 1658-1683 годах неоднократно был рындой при государе во время торжественных приёмов, в мае 1660 года во время приёма грузинского царевича Николая Давыдовича, в феврале 1664 года во время приёма английского посла Чарльза Говарда был не только рындой, но и служил у стола государева после приёмов.
15 апреля 1662 года Иван Васильевич Приклонский был назначен рындой вместе с братьями Львом и Данилой Никитичами Вельяминовыми. Однако И. В. Приклонский начал с ними местничать, заявив, что «быть с ними невместно». По царскому приговору Иван Васильевич Приклонский был бит батогами в разряде. В 1664 году И. В. Приклонский служил в приказе Казанского дворца.
6 апреля 1680 года стольник Иван Васильевич Приклонский был назначен воеводой в Якутск. В его воеводство Якутский острог был перенесен на новое место выше по р. Лене. Однако якутский воевода И. В. Приклонский не успел достроить новый острог, строительство завершил его преемник на воеводстве. Перенесение острога на новое место не обошлось без недовольства среди части населения. Некоторые недовольные подали жалобы на воеводу И. В. Приклонского в Сибирский приказ, обвиняя его, что он перенес город «не в то место», на которое указывали ему жители, и поступил «не с совету» их.
Жалобы были проверены, но оказалось, что недовольных было меньшинство, новое место для отрога оказалось удобным. Недовольство некоторых жителей было вызвано только тем, что в старом городе они владели лучшими участками земли, чем те, какие они получили в новом остроге.
На воеводстве в Якутске Иван Васильевич Приклонский находился четыре года. Во время своего управления И. В. Приклонский враждовал с митрополитом сибирским и тобольским Павлом, который был властолюбивым и строгим человеком. В 1682 году митрополит Павел отлучил от церкви второго тобольского воеводу Михаила Васильевича Приклонского, родного брата Ивана. Противостояние между И. В. Приклонским и митрополитом Павлом закончилось в 1685 году, когда первый был «выдан головою» митрополиту «за оскорбительные речи».

## Семья
Иван Васильевич Приклонский был женат на Наталье Степановне Радиловой. Дети: Михаил Иванович Приклонский (1652—1724), стряпчий и стольник.